# Croatia News
Croatia News je novinski mrežni portal koji se posvećuje izvještavanju o vijestima iz Hrvatske i svijeta. Svojom sveobuhvatnom pokrivenošću tema, portal pruža čitateljima informacije o različitim područjima kao što su politika, gospodarstvo, kultura, sport, znanost, tehnologija i drugi događaji.
Croatia News nastoji pružiti objektivno i uravnoteženo izvještavanje, uz temeljito istraživanje i provjeru činjenica. Ovaj portal sadržava članke, reportaže, intervjue i analize koje osvjetljavaju ključne događaje i teme koje oblikuju Hrvatsku i svijet.
Croatia News također ima posebne rubrike posvećene važnim regionalnim pitanjima, kao i turističkim informacijama i savjetima za posjetitelje koji se interesiraju za putovanje u Hrvatsku. Uz to, čitatelji mogu čitati i ažurirane vremenske prognoze, sportske rezultate te informacije o kulturnim i zabavnim događanjima.
Portal Croatia News nudi mogućnost pretplate na newsletter ili obavijesti putem društvenih mreža kako bi čitatelji bili redovito informirani o najnovijim vijestima. Suvremen dizajn i jednostavna navigacija čine portal vrlo preglednim.
Prvi se put pojavljuje 29. kolovoza 2021. godine.

## Vanjske poveznice
- Croatia News  Arhivirana inačica izvorne stranice od 8. srpnja 2023. (Wayback Machine), službene mrežne stranice